# Rafael Hanisch
Rafael Hanisch též Franciscus Raphael Hanisch či Franz Hanisch († 16. století) byl slezský františkán a později stoupenec reformace.
Pod vlivem reformace opustil františkánský klášter ve Vratislavi a stal se luterským proboštem kostela sv. Ducha ve Vratislavi. Byl iniciátorem založení latinské školy ve vratislavském Novém Městě.